# Rechelle Hawkes
Rechelle Margaret Hawkes (Albany, 30 mei 1967) is een Australisch hockeyster. 
In 1994 en 1998 werd Hawkes wereldkampioen.
Hawkes werd in 1988, 1996 en 2000 olympisch kampioen. 
Tijdens de Olympische Zomerspelen 2000 sprak Hawkes de Olympische eed uit.
Hawkes speelde 279 interlands en maakte daarin 49 doelpunten. 

## Erelijst
- 1986 - 6e Wereldkampioenschap hockey [2] in Amstelveen
- 1987 -  Champions Trophy Amstelveen
- 1988 –  Olympische Spelen in Seoel
- 1989 -  Champions Trophy Frankfurt
- 1990 –  Wereldkampioenschap in Sydney
- 1991 -  Champions Trophy Berlijn
- 1992 – 5e Olympische Spelen in Barcelona
- 1993 -  Champions Trophy Amstelveen
- 1994 –  Wereldkampioenschap in Dublin
- 1995 –  Champions Trophy in Mar del Plata
- 1996 –  Olympische Spelen in Atlanta
- 1997 –  Champions Trophy in Berlijn
- 1998 –  Wereldkampioenschap in Utrecht
- 2000 –  Champions Trophy in Amstelveen
- 2000 –  Olympische Spelen in Sydney